# École d'Arras
L'école d'Arras est un groupe de peintres de la seconde moitié du XIXe siècle constitué autour de Camille Corot.

## Membres

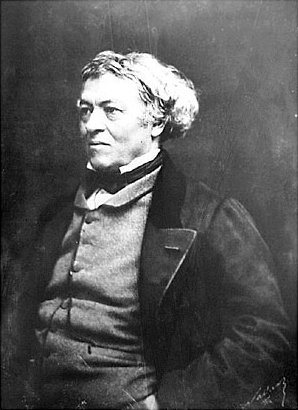
Camille Corot
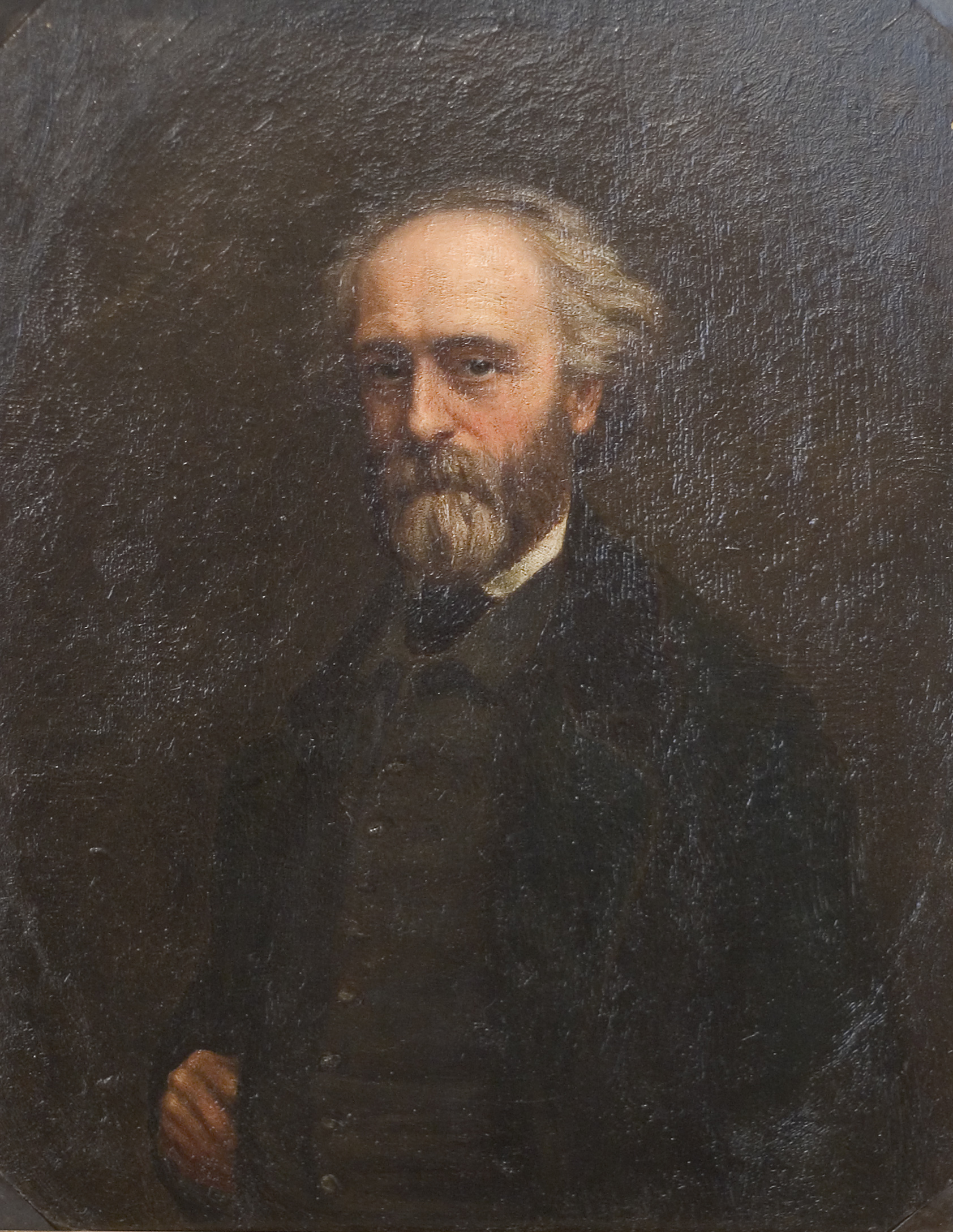
Constant Dutilleux
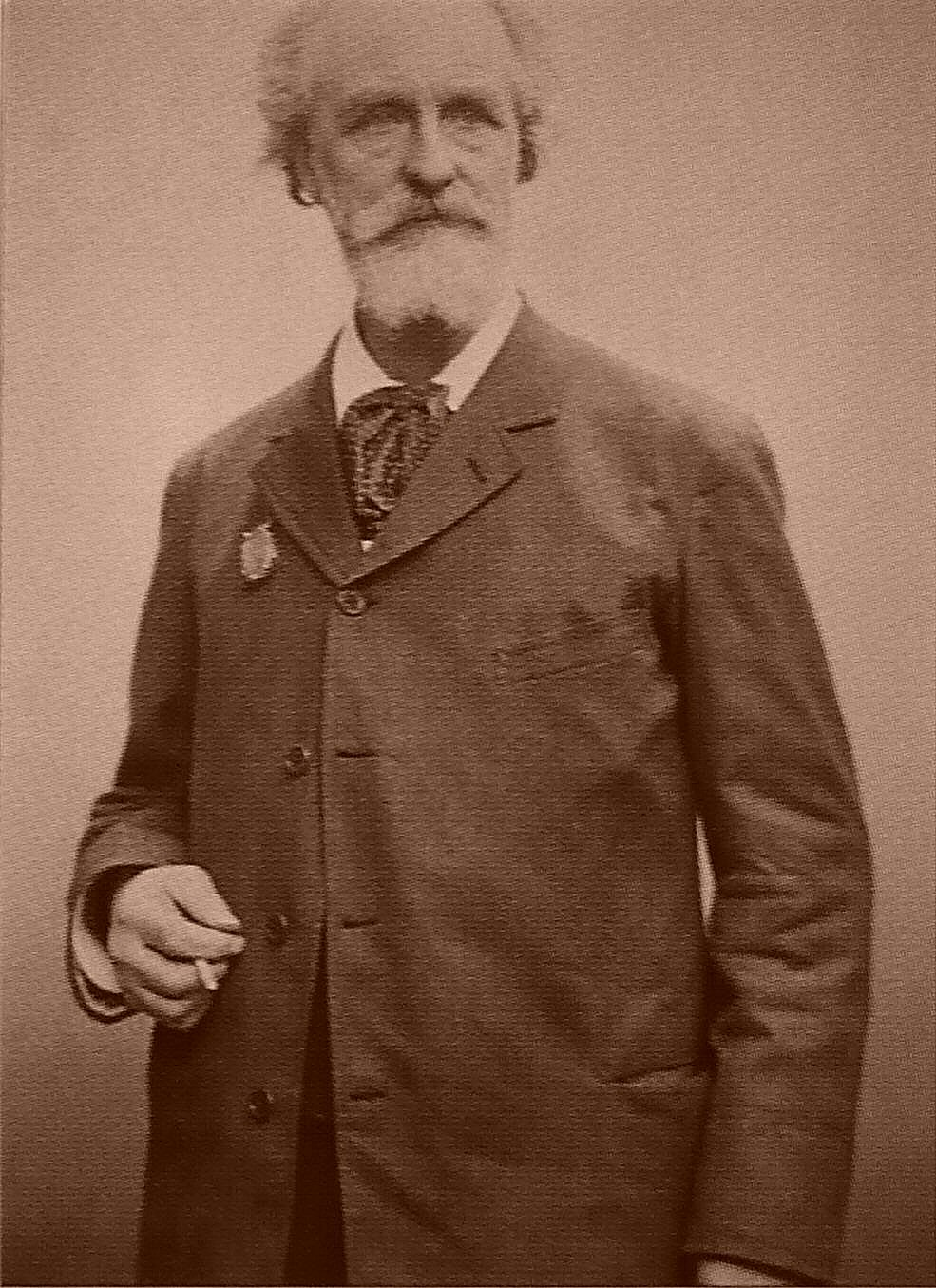
Alfred Robaut

- Camille Corot
- Charles Desavary
- Constant Dutilleux
- Alfred Robaut
- Gustave Colin
- Désiré Dubois
- Xavier Dourlens
- Henri-Arthur Bonnefoy
- Eudes de Retz

## Œuvres

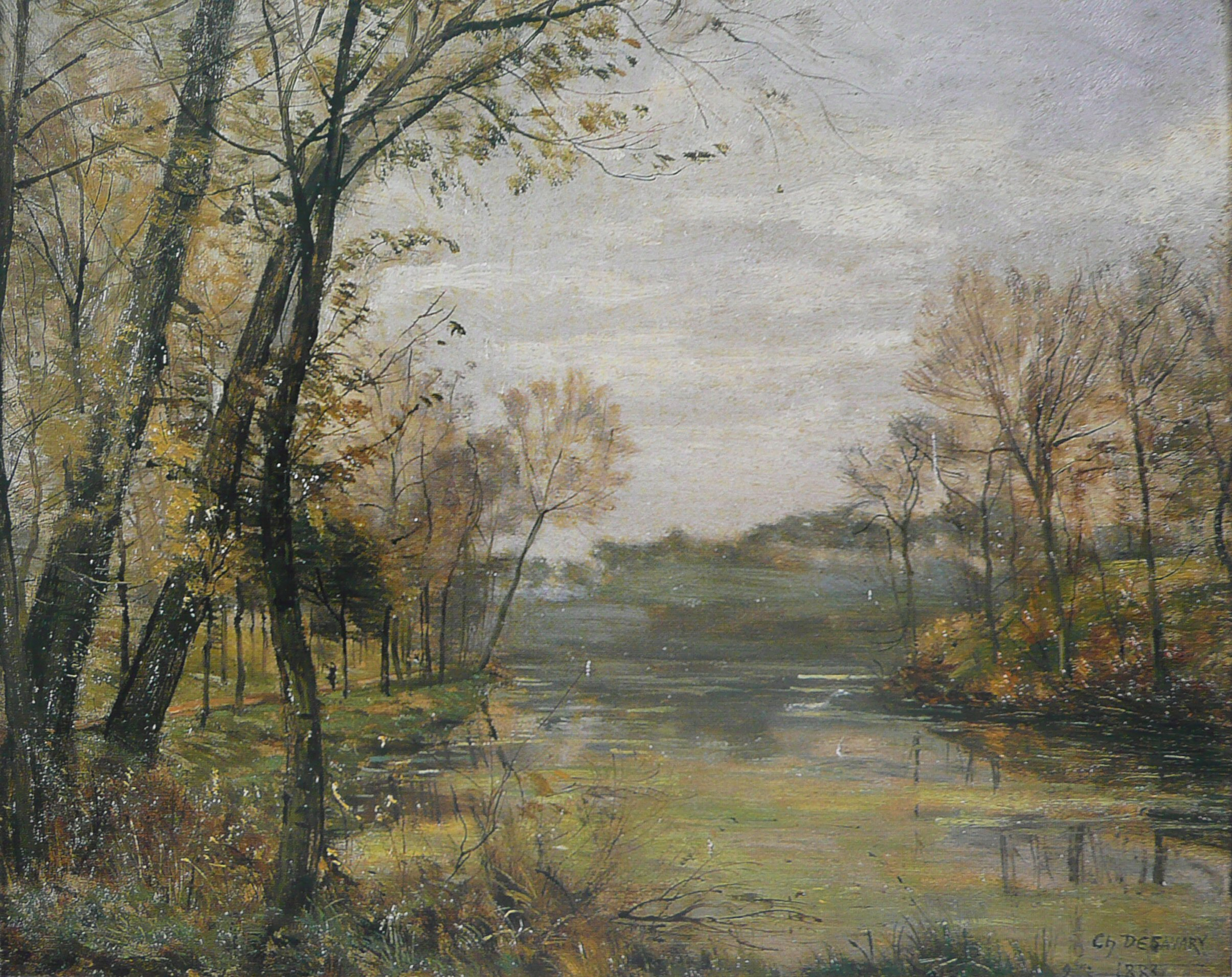
La Scarpe à Arras selon Charles Desavary (1883).
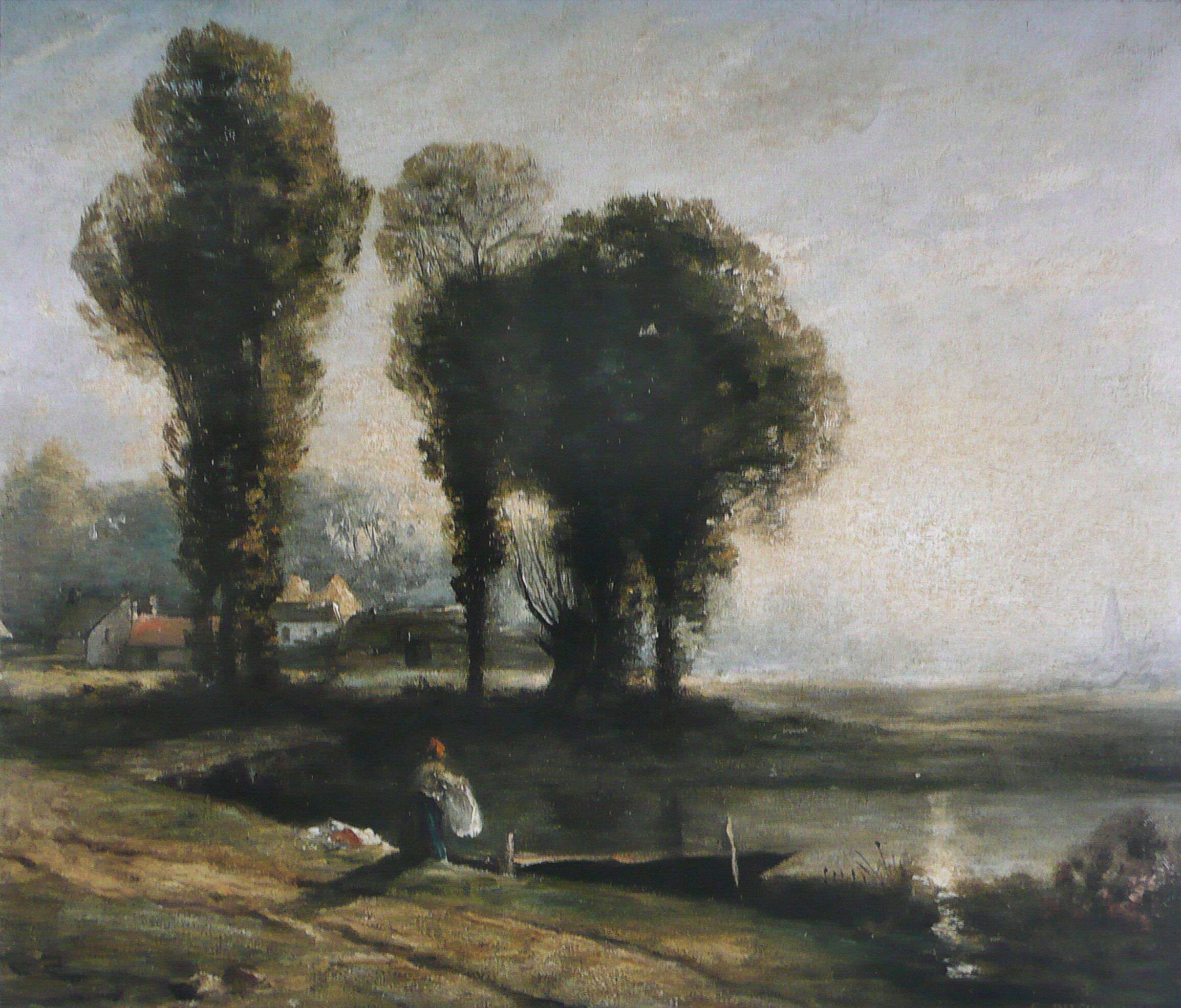
Bord de Scarpe, effet du matin selon Constant Dutilleux (1860), musée des Beaux-Arts d'Arras.